# Coelichneumon heptapotamicus
Coelichneumon heptapotamicus är en stekelart som först beskrevs av Kokujev 1905.  Coelichneumon heptapotamicus ingår i släktet Coelichneumon och familjen brokparasitsteklar. Inga underarter finns listade i Catalogue of Life.